# Musée du Parc-Banff
Le musée du Parc-Banff (anglais : Banff Park Museum) est un musée d'histoire naturelle situé à Banff en Alberta (Canada). Le musée a été créé en 1895 et il a pour mission  de présenter une collection de 5 000 spécimens de l'histoire naturelle du parc. Le bâtiment du musée a été construit en 1903 et il s'agit du plus ancien bâtiment construit et entretenu par Parcs Canada. Le musée a été désigné lieu historique national du Canada en 1985.